# Sanning eller konsekvens (roman)
Sanning eller konsekvens är en svensk ungdomsroman av Annika Thor från 1997.

## Handling
Nora har precis börjat sexan, men under sommarlovet har saker och ting förändrats. Noras bästa kompis, Sabina, har plötsligt börjat umgås med den populära Fanny. För att slippa vara ensam börjar Nora umgås med Karin. Karin blir konstant mobbad, och Nora vågar inte erkänna för de andra att hon umgås med henne. Istället gör hon allt för att bli accepterad av de populära i klassen. Hur långt är hon beredd att gå? Snart har hon ljugit för både sin mor och sina vänner, och hon tvingas snart att välja mellan att svika Karin eller att själv bli utfryst.

## Om boken
Boken handlar om vänskap och svek, och att växa från barn till tonåring. Boken blev tilldelad Augustpriset för bästa barn- och ungdomsbok 1997. Samma år filmatiserades boken i regi av Christina Olofson.